# Joan Ballesta i Molinas
Joan Ballesta i Molinas (L'Escala, 7 de juliol de 1893 - Chânes, França, 1962) fou un polític gironí que esdevingué el darrer alcalde republicà de Girona. Va ser elegit president local del Partit Republicà Federal Nacionalista de les comarques de Girona, partit sorgit de la coordinació de la Unió Federal Nacionalista Republicana de l'Alt i el Baix Empordà i del Centre d'Unió Republicana de Girona. Aquest partit més la Federació Republicana Socialista de l'Empordà conformarien més tard ERC.
Fou representant sindical del CADCI. El 19 d'octubre de 1936 esdevenia president del Consell Municipal de Palau-sacosta en nom d'ERC. Llavors encara militava al PRFN integrat dins ERC. El 14 de desembre d'aquell mateix any, en dissoldre's el Comitè Antifeixista que regia la població es modificà el consistori però ell continuà d'alcalde, ara en nom del PSUC (Partit Socialista Unificat de Catalunya). Quinze dies abans de l'ocupació de la ciutat, en un intent desesperat per constituir el darrer Ajuntament de Girona, ja que Pere Cerezo havia marxat a l'exili, els representants de CNT, UGT, PSU i JSU el van elegir alcalde el dia 28 de gener de 1939. Finalment, marxà a l'exili i morí l'any 1962 a la vila francesa de Chânes.